# Koralodiskus
Koralodiskus (lat. Corallodiscus), rod Gesnerijevki smješten u vlastiti podtribusu Corallodiscinae, dio tribusa Trichosporeae.  Sastoji se od 4 vrste rasprostranjene po Aziji od SZ-Kine do Himalaja i Indokine 

## Etimologija
Ime roda sastavljeno je od grčkog κοραλλιον, korallion = koralj, i δισκος, diskos = disk, aludirajući na (uvijek?) koraljnocrveni disk (nektarij). 

## Opis
Višegodišnje zeljaste biljke bez stabljike. Listovi mnogi, zbijeni u bazalnoj rozeti. Prašnici 4, umetnuti iznad baze vjenčića (rijetko iznad sredine). Nektarij prstenast. Ovarij duguljast, sa 2 parijetalne posteljice. Čahura obično duguljasta do linearna, mnogo duža od čaške, lokulicidno se odvaja, ponekad i septicidno. Broj kromosoma: 20, 40.

## Vrste
1. Corallodiscus conchifolius Batalin
2. Corallodiscus cooperi (Craib) B.L.Burtt
3. Corallodiscus kingianus (Craib) B.L.Burtt
4. Corallodiscus lanuginosus (Wall. ex A.DC.) B.L.Burtt
5. Corallodiscus ×bhutanicus (Craib) B.L.Burtt